# Nephelomys
Nephelomys es un género de roedores miomorfos de la familia Cricetidae.
Viven en los Andes, desde Bolivia hasta Venezuela, con una extensión occidental en las montañas de Costa Rica. El nombre genérico Nephelomys significa 'ratón de la neblina' y se refiere a su presencia en las selvas nebulosas. Durante mucho tiempo, las especies de este grupo fueron clasificadas en el seno del género Oryzomys.

## Especies
Se reconocen las siguientes especies:
- Nephelomys albigularis (Tomes, 1860)
- Nephelomys auriventer (Thomas, 1899)
- Nephelomys caracolus (Thomas, 1914)
- Nephelomys childi (Thomas, 1895)
- Nephelomys devius (Bangs, 1902)
- Nephelomys keaysi (J.A. Allen, 1900)
- Nephelomys levipes (Thomas, 1902)
- Nephelomys meridensis (Thomas, 1894)
- Nephelomys moerex (Thomas, 1914)
- Nephelomys nimbosus (Anthony, 1926)
- Nephelomys pectoralis (J.A. Allen, 1912)
- Nephelomys pirrensis (Goldman, 1913)